# Marek Zsigmund
Marek Zsigmund (Ružomberok, 20 aprile 1997) è un calciatore slovacco, centrocampista dell'FC Košice.

## Caratteristiche tecniche
È un centrocampista offensivo.

## Carriera

### Club
Cresciuto nel settore giovanile del Ružomberok, debutta in prima squadra il 6 aprile 2019 in occasione dell'incontro di Superliga vinto 1-0 contro il Sereď.

### Nazionale
Ha giocato nella nazionale slovacca Under-16.

## Statistiche
Statistiche aggiornate al 12 marzo 2021.

### Presenze e reti nei club
| Stagione        | Squadra         | Campionato      | Campionato | Campionato | Coppe nazionali | Coppe nazionali | Coppe nazionali | Coppe continentali | Coppe continentali | Coppe continentali | Altre coppe | Altre coppe | Altre coppe | Totale | Totale | Totale |
| Stagione        | Squadra         | Comp            | Pres       | Reti       | Comp            | Pres            | Reti            | Comp               | Pres               | Reti               | Comp        | Pres        | Reti        | Pres   | Reti   |        |
| --------------- | --------------- | --------------- | ---------- | ---------- | --------------- | --------------- | --------------- | ------------------ | ------------------ | ------------------ | ----------- | ----------- | ----------- | ------ | ------ | ------ |
| 2018-2019       | Ružomberok      | SL              | 1          | 0          | CS              | 0               | 0               |                    | -                  | -                  |             | -           | -           | 1      | 0      |        |
| 2019-2020       | Ružomberok      | SL              | 19         | 0          | CS              | 3               | 0               | UEL                | 1                  | 0                  |             | -           | -           | 23     | 0      |        |
| 2020-2021       | Ružomberok      | SL              | 14         | 1          | CS              | 0               | 0               | UEL                | 1                  | 0                  |             | -           | -           | 15     | 0      |        |
| Totale carriera | Totale carriera | Totale carriera | 34         | 1          |                 | 3               | 0               |                    | 2                  | 0                  |             | -           | -           | 39     | 1      |        |

## Palmarès

### Club

#### Competizioni nazionali
- Coppa di Slovacchia: 1

Ružomberok: 2023-2024